# Mas Nou (Santa Bàrbara)
El Mas Nou és un mas del terme municipal de Santa Bàrbara, a la comarca catalana del Montsià.
Està situat a 45 metres d'altitud, en el sector nord-est del terme, i també al nord-est de la població de Santa Bàrbara, a l'oest del barranc de Pelós. És a migdia del Mas de Picard, al nord-est del Mas de Soquet i al nord del Mas del Corderer.